# Australiosoma clarum
Australiosoma clarum är en mångfotingart som beskrevs av Chamberlin 1920. Australiosoma clarum ingår i släktet Australiosoma och familjen orangeridubbelfotingar. Inga underarter finns listade i Catalogue of Life.